# Pyry

Pyry liegt mitten im dargestellten südlichsten Warschauer Stadtbezirk Ursynów

Pyry ['pɨrɨ]ⓘ ist ein Teil des Warschauer Stadtbezirks Ursynów. Die früher eigenständige Gemeinde liegt im Süden der polnischen Hauptstadt ungefähr auf halbem Weg zwischen dem Warschauer Stadtzentrum und der etwa 30 Kilometer von Warschau entfernten Nachbarstadt Piaseczno an der Puławskastraße (poln.: ulica Puławska), der südlichen Ausfallstraße von Warschau. Östlich von Pyry erstreckt sich das großflächige Waldgebiet des Kabaty-Waldes.

## Geschichte
Pyry wurde wahrscheinlich im 14. Jahrhundert gegründet und befand sich lange im Besitz der Służewski-Familie. Die Gemeinde erhielt sich ihren ländlichen Charakter bis in die 1990er Jahre. Die Einwohner waren größtenteils Landwirte oder Fabrikarbeiter in Warschau. In jüngerer Zeit wird das Gebiet immer stärker urbanisiert und entwickelt sich zunehmend zu einer bevorzugten Wohngegend für wohlhabende Warschauer, die hier ihre Villen errichten lassen.
In den 1930er Jahren wurde in dem zu Pyry gehörenden Teil des Kabaty-Walds ein streng abgeschirmter Gebäudekomplex für den Generalstab der polnischen Streitkräfte errichtet. Anfang 1939 wurde dorthin die Deutschland-Abteilung des Chiffrierbüros (Biuro Szyfrów) verlegt. Dort fand am 26. und 27. Juli 1939, also einen guten Monat vor dem deutschen Überfall auf Polen, ein (damals) streng geheimes Treffen britischer, französischer und polnischer Kryptoanalytiker statt. Angesichts der drohenden Gefahr entschloss sich der polnische Generalstab, das ganze Wissen seiner Experten über die Entzifferungsverfahren der deutschen Rotor-Schlüsselmaschine ENIGMA, mit der die deutschen Militärs ihre Funksprüche verschlüsselten, an seine englischen und französischen Verbündeten weiterzugeben.
Koordinaten: 52° 7′ N, 21° 1′ O